# Masters 1979
La 10 edición de la Tennis Masters Cup se realizó del 9 al 13 de enero del 1980 en Nueva York, Estados Unidos.

## Individuales

### Clasificados
- Harold Solomon
- John McEnroe
- Vitas Gerulaitis
- Björn Borg
- Jimmy Connors
- Guillermo Vilas
- Jose Higueras
- Roscoe Tanner

### Grupo A
| Resultados Round Robin-Win | Result-Res | -Winner-Winner-Winner-Win | -Score-Score-Score-Score |
| -------------------------- | ---------- | ------------------------- | ------------------------ |
| Vitas Gerulaitis (USA)     | derrota a  | Harold Solomon (USA)      | 6–1, 7–6                 |
| Vitas Gerulaitis (USA)     | derrota a  | John McEnroe (USA)        | 3–6, 7–6, 7–6            |
| John McEnroe (USA)         | derrota a  | Harold Solomon (USA)      | 6–3, 7–5                 |
| John McEnroe (USA)         | derrota a  | Guillermo Vilas (ARG)     | 6–2, 6–3                 |
| Guillermo Vilas (ARG)      | derrota a  | Vitas Gerulaitis (USA)    | 6–4, 6–7, 6–3            |
| Harold Solomon (USA)       | derrota a  | Guillermo Vilas (ARG)     | 6–2, 6–2                 |

### Grupo B
| Resultados Round Robin-Win | Result-Res | -Winner-Winner-Winner-Win | -Score-Score-Score-Score |
| -------------------------- | ---------- | ------------------------- | ------------------------ |
| Björn Borg (SWE)           | derrota a  | Jimmy Connors (USA)       | 3–6 6–3, 7–6             |
| Björn Borg (SWE)           | derrota a  | Roscoe Tanner (USA)       | 6–3, 6–3                 |
| Björn Borg (SWE)           | derrota a  | José Higueras (ESP)       | 6–2, 6–0                 |
| Jimmy Connors (USA)        | derrota a  | Roscoe Tanner (USA)       | 2–6, 6–4, 7–6            |
| Jimmy Connors (USA)        | derrota a  | José Higueras (ESP)       | 6–3, 6–0                 |
| Roscoe Tanner (USA)        | derrota a  | José Higueras (ESP)       | 7–5, 6–4                 |

| Resultados Etapa Final-Win | -Winner-Winner-Winner-Win | Result-Res | -Winner-Winner-Winner-Win | -Score-Score-Score-Score |
| -------------------------- | ------------------------- | ---------- | ------------------------- | ------------------------ |
| Semifinal                  | Vitas Gerulaitis (USA)    | derrota a  | Jimmy Connors (USA)       | 7-5 6-2                  |
| Semifinal                  | Björn Borg (SWE)          | derrota a  | John McEnroe (USA)        | 6-7 6-3 7-6              |
| Final                      | Björn Borg (SWE)          | derrota a  | Vitas Gerulaitis (USA)    | 6-2 6-2                  |

| Predecesor: 1978 | ATP World Tour Finals 1979 | Sucesor: 1980 |

- Datos: Q1758213